# Haus Rieux

Wappen der Rieux

Die Familie Rieux war eine der ältesten und mächtigsten Adelsfamilien der Bretagne. Ihren Namen trug sie nach ihren Lehen Rieux im Morbihan.
Die Familie erbte 1547 in der Person von Guyonne de Rieux den Besitz der Montfort-Laval mit der Grafschaft Laval, der Grafschaft Grafschaft Harcourt, der Grafschaft Montfort und der Grafschaft Quintin sowie zahlreichen weiteren Vizegrafschaften und Herrschaften, konnte diese Besitzungen aber nicht lange halten, da sie nach dem Tod der kinderlosen Gräfin Guyonne 1567 an deren Neffen Paul aus dem Haus Coligny fielen. 
Sie erlosch im Ende des 18. Jahrhunderts mit Louis de Rieux, der in Auray hingerichtet wurde, nachdem er am 21. Juli 1795 an der Schlacht um Quiberon teilgenommen hatte.
Zur Familie gehören vor allem:
- Jean II. de Rieux († 1417), Marschall von Frankreich
- Pierre de Rieux (1389–1439), Marschall von Frankreich
- Jean IV. de Rieux (1447–1518), Comte de Harcourt, Marschall der Bretagne
- Renée de Rieux, Geburtsname von Guyonne de Rieux (1524–1567), Gräfin von Laval
- Renée de Rieux (1541–1582), Mätresse des Königs Heinrich III.
- Alexandre de Rieux, Marquis de Sourdéac (1619–1695)

## Erste Generationen
- Alain de Rieux, um 1064 bezeugt
- Goscelin de Rieux, 1089 bezeugt
- Josselin de Rieux, 1090 bezeugt

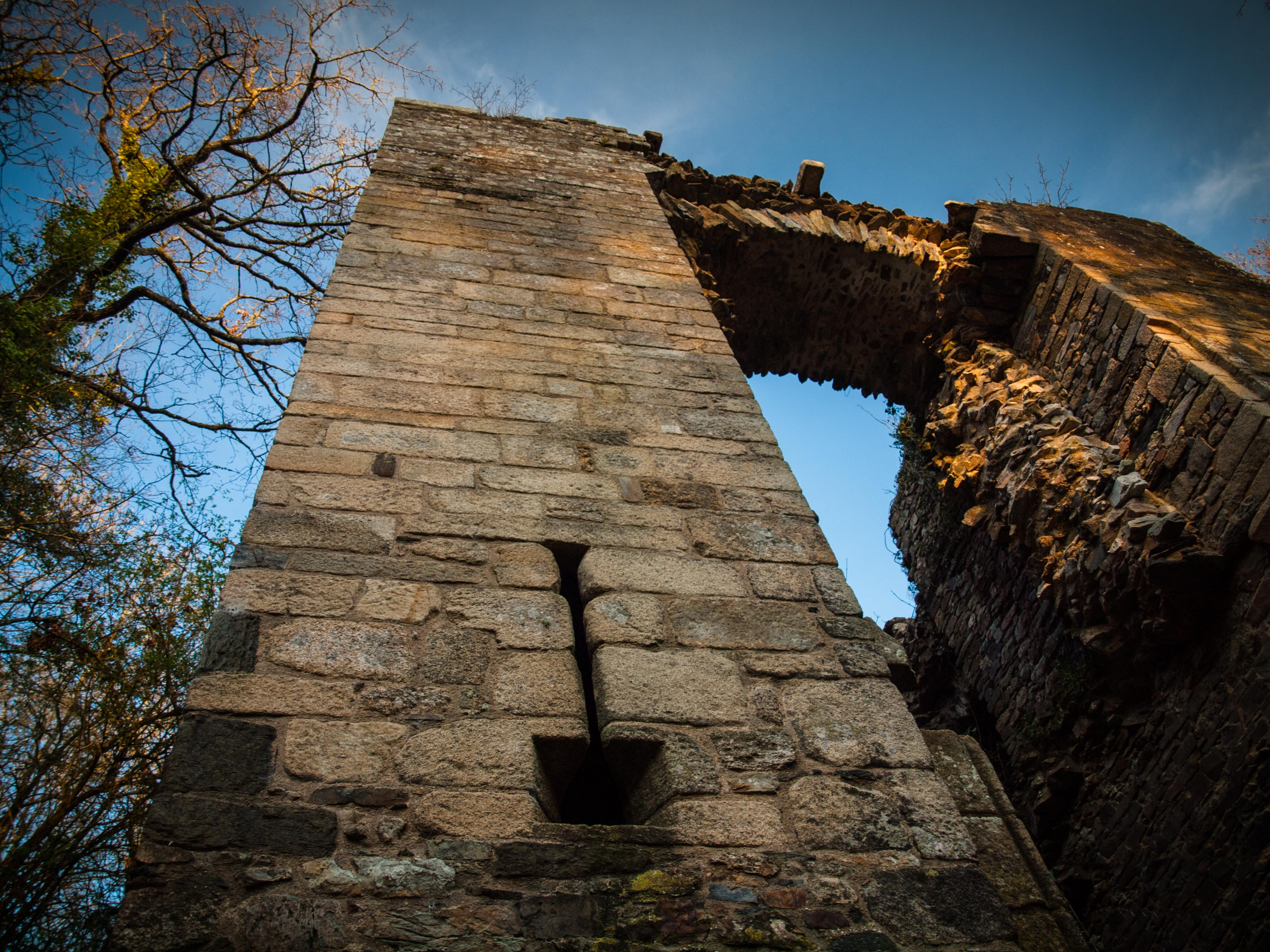
Ruine der Burg Rieux

- Guéhénoc de Rieux, 1112/27 bezeugt
- Roland de Rieux 1146/48 bezeugt
- Guillaume de Rieux, 1203 bezeugt
- Roland de Rieux, 1225 bezeugt

## Die Herren von Rieux
1. Roland de Rieux († 1205), 1203 bezeugt
  1. Alain († 27. März 1227[1]), Sire de Rieux; ⚭ Berthe de Léon, Schwester von Guyomarch V., Vicomte de Léon
    1. Gilles († 1255), Sire de Rieux; ⚭ NN
      1. Geofroy († 1275), Sire de Rieux; ⚭ 1235 Nicole le Bœuf, Tochter von Briant le Bœuf, Seigneur de Nozay, de Fougeray et de Dicé
        1. Guillaume († 1310 Estelle), Sire de Rieux, 1281–1307 bezeugt, Erbe von Bernabé le Bœuf, seinem Onkel; ⚭ Louise de Machecoul († 1307), Tochter von Olivier, Seigneur de Machecoul, und Eustache de Vitré
          1. Jean I. († 7. August 1357[2] in Paris), Sire de Rieux, 1350 Kapitän von Redon; ⚭ (1) Isabeau de Clisson († 5. April 1343), Tochter von Olivier IV., Sire de Clisson, und Jeanne de Belleville, Schwester von Olivier V. de Clisson (Haus Clisson); ⚭ (2) Jeanne, Dame de Sion († nach 1357)
            1. Guillaume II. († 29. September 1364 in der Schlacht von Auray), Sire de Rieux
            2. Jean II. (* wohl 1342; † 7. September 1417 in Rochefort, 75 Jahre alt), Sire de Rieux et de Rochefort, de Nozay, de Fougeray et de Dicé, Marschall von Frankreich und Marschall der Bretagne; ⚭ 16. Februar 1374,[3] Jeanne de Rochefort († 3. Mai 1423), Vicomtesse de Donges, Baronne d’Ancenis, Dame de Rochefort, d’Assérac, de Châteauneuf et de Ranrouët, Erbtochter von Guillaume de Rochefort und Jeanne, Baronne d’Ancenis, Enkelin von Thibaut, Sire de Rochefort und Marie de Montmorency, Witwe von Eon de Rochefort – Nachkommen siehe unten
            3. Jeanne († 8. September 1395); ⚭ Jean de Villiers, Seigneur de Coulonces, Sohn von Pierre de Villiers

          2. Guillaume († 20. Juli 1347 in der Schlacht von La Roche-Derrien)
          3. Jeanne († nach 1335); ⚭ Jean, Seigneur de Kergorlay († 1335)

  2. Tochter; ⚭ Guillaume de Beaumont

## Die Marschälle und Grafen
1. Jean II. (* wohl 1342; † 7. September 1417 in Rochefort, 75 Jahre alt), Sire de Rieux et de Rochefort, de Nozay, de Fougeray et de Dicé, Marschall von Frankreich und Marschall der Bretagne; ⚭ 16. Februar 1374,[4] Jeanne de Rochefort († 3. Mai 1423), Vicomtesse de Donges, Baronne d’Ancenis, Dame de Rochefort, d’Assérac, de Châteauneuf et de Ranrouët, Erbtochter von Guillaume de Rochefort und Jeanne, Baronne d’Ancenis, Enkelin von Thibaut, Sire de Rochefort und Marie de Montmorency, Witwe von Eon de Rochefort – Vorfahren siehe oben
  1. Jean III. (* 16. Juni 1377 in Ancenis[5]; † 8. Januar 1431), Sire de Rieux et de Rochefort, Baron d’Ancenis, Vicomte de Donges etc.; ⚭ (1) Béatrice de Montauban († vor 1414), Tochter von Guillaume, Sire de Montauban, und Marguerite de Lohéac; ⚭ (2) 1414 Jeanne de Harcourt (* 11. September 1399; † 3. März 1456), Tochter von Jean VII. d’Harcourt, Comte de Harcourt et d’Aumale, und Marie d’Alençon, sie heiratete 13. November 1434 in zweiter Ehe Bertrand de Dinan, Baron de Châteaubriant, Seigneur de Montafilant, Marschall der Bretagne
    1. (1) François (* 11. August 1418; † 20. November 1458), Sire de Rieux et de Rochefort, Comte de Harcourt, Vicomte de Donges, Baron d’Ancenis etc., Marschall der Bretagne; ⚭ (Ehevertrag 11. Februar 1442) Jeanne de Rohan († nach 12. Februar 1465), Tochter von Alain IX. de Rohan, Vicomte de Rohan et de Léon, Comte de Porhoët, und Marguerite de Bretagne (Haus Rohan)
      1. Jean IV. (* 27. Juni 1447; † 9. Februar 1518), Sire de Rieux et de Rochefort, Comte de Harcourt, Marschall der Bretagne; (1) 1461[6] Françoise Raguenel († 1481), Dame de Malestroit, Derval, Rougé, Châteaugiron und La Bellière, Tochter von Jean IV. Raguenel und Gillette de Châteaugiron; ⚭ (2) 1495 Claude de Maillé († 1495), Tochter von Hardouin IX., Seigneur de Maillé, und Perronelle d’Amboise[7]; ⚭(3) 1496 Isabeau de Brosse († 21. März 1517), Tochter von Jean III. de Brosse, dit de Bretagne, Comte de Penthièvre, Vicomte de Bridiers, und Louise de Laval, Tochter von Guy XIV. de Laval und Isabeau de Bretagne
        1. (1) Françoise (* 1461; † 30. Oktober 1532 Châteaubriant), Dame de Malestroit; ⚭ (Ehevertrag 11. Juni 1488) François de Laval, Seigneur de Châteaubriant, de Candé, de Beumanoir et de Montafilant († 15. Januar 1503 Amboise), Sohn von Guy XIV., Comte de Laval, und Françoise de Dinan, Dame de Châteaubriant – die Eltern von Jean de Laval-Châteaubriant
        2. (3) Claude I. (* 15. Februar 1497; † 19. Mai 1532), Sire de Rieux et de Rochefort, Comte d’Harcourt et d’Aumale; ⚭ (1) (Ehevertrag 10. November 1518) Catherine de Laval (* 1504; † 31. Dezember 1526), Tochter von Guy XVI. de Laval und Carlotta d’Aragona (Haus Montfort-Laval); ⚭ (2) (Ehevertrag 29. November 1529 mit Dispens des Papstes Clemens VII. vom 3. Oktober 1529) Suzanne de Bourbon († Februar 1570), Tochter von Louis de Bourbon, Prince de La Roche-sur-Yon, und Louise de Bourbon, Comtesse de Montpensier, und Schwester von Charles de La Roche-sur-Yon (Bourbonen)
          1. (1) Renée (* 1524; † 1567), 1547 Erbin von Laval etc., nahm dazu den Namen Guyonne de Rieux an, 1548 Erbin der Grafschaft Harcourt; ⚭ 1540 Louis de Sainte-Maure († 9. September 1572 Paris), Marquis de Nesle, Comte de Joigny, Sohn von Jean III. de Sainte-Maure, Comte de Nesle et de Joigny, und Anne d’Humières (Haus Sainte-Maure)
          2. (1) Claude (* 8. Februar 1525[8]; † 1555/60), 1557 Dame de Montfort, Erbin ihrer Schwester; ⚭ 19. März 1537[9] François de Coligny (* 18. April 1521; † 27. Mai 1569), Seigneur d’Andelot, Sohn von Gaspard I. de Coligny, seigneur de Châtillon, Marschall von Frankreich, und Louise de Montmorency (Haus Coligny)
          3. (2) Claude II. (* 1530; † 26. April 1548), Sire de Rieux et de Rochefort, Comte de Harcourt et d’Aumale
          4. (2) Louise (* 1531; † um 1570), Dame d’Ancenis; ⚭ 3. Februar 1555[10] René de Lorraine-Guise, Marquis d’Elbeuf (* 14. August 1536; † 14. Dezember 1566), Sohn von Claude de Lorraine, Duc de Guise, und Antoinette de Bourbon (Haus Guise)

        3. (3) François, Seigneur d’Assérac; ⚭ Renée de La Feillée, Dame du Gué-de-L’Isle, Tochter von François, Seigneur de La Feuillée, Vicomte de Plouider, und Cyprienne de Rohan, Dame du Gué-du-l’Isle – Nachkommen: die Marquis d’Assérac
        4. (3) Jean († 24. Dezember 1563), Seigneur de Châteauneuf et de Sourdéac, 1525 1533 Abt von Kloster Prières, 1525–1544 Bischof von Saint-Brieuc, 1544/45 Bischof von Tréguier; ⚭ 1548 Béatrix de Jonchères, Dame de La Perrière-en-Anjou, Tochter von Claude de Jonchères, Seigneur de La Perrière, und Marie de Chanahai, Witwe von Jean de Montecler, Seigneur de Bourgon – Nachkommen:  die Marquis de Sourdéac
        5. (3) Péronelle de Rieux († ledig)

      2. François (* 6. Oktober 1448 Ranrouët), Seigneur d’Assérac
      3. Françoise († ledig)
      4. Marguerite (* 1445), Dame de Saint-Nazaire; ⚭ 1460 Charles, Baron de Coësmes et de Lucé au Maine
      5. Louise (* 1. März 1446 Ancenis); ⚭ (Ehevertrag 24. November 1455, ratifiziert 12. Juni 1463) Louis II. de Rohan († 25. Mai 1508), Baron de Lanvaux, Seigneur de Guéméné, de Guingamp, de La Roche-Moysan et de Montauban, Sohn von Louis I. de Rohan, Seigneur de Guéméné, und Marie de Montauban (Haus Rohan)

    2. (1) Marie († 24. Januar 1465), Dame de Nozay et de Fougeray; ⚭ vor 1427 Louis d’Amboise (* 1392; † 28. Februar 1469), Seigneur d’Amboise, Vicomte de Thouars, Sohn von Ingelger d’Amboise, Seigneur de Rochecorbon, und Jeanne de Craon (Haus Amboise)
    3. (2) Jean († jung)

  2. Isabelle (* 14. Juli 1378 Ancenis; † 1452 ledig), Dame de Nozay
  3. Jeanne († 1417)
  4. Béatrix († 8. Februar 1415); ⚭ Jean IV. de Rougé, Seigneur de Rougé, de Derval, de La Roche d’Iré, de Guémené-Penfao († 8. Februar 1415), Sohn von Galhot de Rougé, Vicomte de La Guerche, und Marguerite de Beaumanoir (Haus Rougé)
  5. Gilles (* 15. Mai 1385 in Ancenis; † ledig)
  6. Marie (* wohl 1387; † 1435, 48 Jahre alt); ⚭ Jean de La Porte, Seigneur de Vézins-en-Anjou, de La Jaille et du Pordic, Sohn von Hardouin de la Porte, Seigneur de Vézins, und Marguerite, Dame de La Jaille
  7. Pierre (* 9. September 1389[11] in Ancenis; † wohl 1438 im Gefängnis, 48 Jahre alt), dit Maréchal de Rochefort, Seigneur de Rochefort, d’Assérac et de Derval, 12. August 1417 Marschall von Frankreich
  8. Michel (* 28. September 1394 in Rieux; † 12. Januar 1473) 1423 Seigneur de Châteauneuf; ⚭ (1) 2. Juli 1415 Antoinette de La Choletière, Tochter von Gilles, Seigneur de La Choletière, und Isabeau Mauvinete; ⚭ (2) Jeanne de Malestroit, Tochter von Jean de Malestroit, Seigneur de Kaër, und Jeanne, Dame de Tremediern
    1. Guillaume († 14. Februar 1489), Seigneur de Châteauneuf; ⚭ Jeanne de Ferrières, Tochter von Jean de Ferrières, Baron de Préaux, und Jeanne de Tilly
    2. Jean († vor 1500), 1496 bezeugt, Seigneur de Châteauneuf
    3. Gilles († vor 1503), 1500 bezeugt, Seigneur de Chateauneuf; ⚭ Anne du Chastelier, Tochter von Vincent du Chastelier, Vicomte de Pommerith, Baron de Marré, und Madelene du Villiers du Hommet
      1. Jeanne († 1522 ledig), 1503 bezeugt

  9. Marguerite, Nonne

## Die Marquis d’Assérac
1. François, Seigneur d’Assérac; ⚭ Renée de La Feillée, Dame du Gué-de-L’Isle, Tochter von François, Seigneur de La Feuillée, Vicomte de Plouider, und Cyprienne de Rohan, Dame du Gué-du-l’Isle – Vorfahren siehe oben
  1. Jean, 1560/76 bezeugt, September 1574 Marquis d’Assérac; ⚭ Philippe de Saint-Amadour, Vicomtesse de Guiguen, Tochter von Claude de Saint-Amadour, Vicomte de Guiguen, und Claude, Dame de La Touche-Limousinière
    1. Jean († ledig), Marquis d’Assérac
    2. Gabrielle († 1595 ledig)

  2. René (* 1540; † 25. August 1575), Seigneur de La Feillée, de l’Isle-Dieu et de Belle-Isle; ⚭ Marguerite de Conan, Tochter von François de Conan, Seigneu de Rabestan, Maître des requêtes, und Jeanne Hennequin
    1. Jean l’Aîné († 1595 Paris), Marquis d’Assérac, Seigneur de l’Isle-Dieu. 1580 Ritter im Orden vom Heiligen Geist ⚭ Jeanne-Hélène de La Motte de Vaucler, Dame de La Hunaudaye, Witwe von François de Coligny, Sire de Rieux
      1. René (* 16. August 1592; † ertrunken 13. August 1609 Rom), Marquis d’Assérac

    2. Jean le jeune, Seigneur de La Feillée, Comte de L’Argoët, Marquis d’Assérac; ⚭ Susanne de Rieux, Tochter von Guy de Rieux, Seigneur de Châteauneuf, und Madeleine d’Espinay-Duretal
      1. Jean-Emmanuel († 1656), Marquis d’Assérac, Comte de L’Argoët, Seigneur de l’Isle-Dieu, 1650 Gouverneur von Guérande, Le Croisic und Saint-Nazaire; ⚭ (1) 20. Februar 1639 Anne Mangot, Tochter von Claude Mangot, Garde des sceaux de France, und Marguerite le Beau, Dame de Villarceau; ⚭ (2) 1645 Jeanne-Pélagie de Rieux, Comtesse de Châteauneuf, Vicomtesse de Donges, Tochter von Guy II. de Rieux, Comte de Châteauneuf, und Catherine de Rosmadec, Dame de La Hunaudaye
        1. (2) Jean-Gustave (* wohl 1648; † 29. Januar 1713 Paris, 64 Jahre alt), Marquis d’Assérac, Vicomte de Donges; ⚭ 2. März 1677 Anne d’Aiguillon, Tochter von César d’Aiguillon, Seigneur de La Juliennaye et de La Motte de Gennes, au pays Nantois
          1. Jean-Sévère, dit le Marquis de Rieux, 1749 bezeugt, Marquis d’Oixant, Baron de La Hunaudaye et de Montafilant
          2. Louis-Auguste (* 1691; † 1. März 1767), dit le Comte, dann le Marquis de Rieux, Lieutenant-général des Armées du Roi; ⚭ (1) Marie Butault de Marsan († 1734); ⚭ (2) 1. Februar 1745 Claude-Louise-Jeanne d’Illiers, Marquise de Gié
            1. (1) Sohn (* u. † 1734)
            2. (2) Louise-Jeanne (* 12. September 1748)
            3. (2) Louis-François (* 11. September 1750), Comte de Rieux, Maréchal de camp; ⚭ 21. September 1767 Marie Anne de Saulx de Tavannes (* 15. September 1749; † 1771), Tochter von Charles Michel Gaspard de Saulx de Tavannes, Comte de Tavannes, und Marie Françoise Casimire de Froulay
              1. Louis Charles Marie (* 11. September 1768, † hingerichtet 26. August 1795 in Auray), Marquis d’Assérac

            4. (2) Jean-Félix (* wohl März 1753; † 25. Dezember 1753, 9 Monate alt)

      2. Claude-Hélène; ⚭ 19. September 1632 Charles du Bellay, Prince d’Yvetot, Marquis du Bellay, Baron de Commequiers, Sohn von Martin du Bellay, Marquis de Thouarcé, Ritter im Orden vom Heiligen Geist, und Louise de Savonnières

    3. Susanne, ⚭ 21. Januar 1601[12] Pierre de Montmorency, Seigneur de Lauresse, Gouverneur du Perche et de Château-du-Loir († 28. März 1610), Sohn von Pierre I. de Montmorency, Marquis de Thury, und Jacqueline d’Avaugour (Haus Montmorency)

  3. Claude († jung), Seigneur du Gué de l’Isle
  4. Anne; ⚭ René Carné, Seigneur de Cohiniac, Gouverneur von Brest
  5. Susanne; ⚭ Jacques Brossin, Seigneur de Merey

## Die Marquis de Sourdéac
1. Jean († 24. Dezember 1563), Seigneur de Châteauneuf et de Sourdéac, 1525–1533 Abt von Kloster Prières, 1525–1544 Bischof von Saint-Brieuc, 1544/45 Bischof von Tréguier; ⚭ 1548 Béatrix de Jonchères, Dame de La Perrière-en-Anjou, Tochter von Claude de Jonchères, Seigneur de La Perrière, und Marie de Chahanai, Witwe von Jean de Montecler, Seigneur de Bourgon – Vorfahren siehe oben
  1. Guy, 1569–1589 bezeugt, Seigneur de Châteauneuf, Vicomte de Donges, Gouverneur von Brest; ⚭ (1) vor 1563 Jeanne, Dame du Chastel de Macé, de Miniac, du Juch, de Coëtivy, de Polnic et de La Belliére, Tochter von Claude du Chastel und Claude Acigné; ⚭ (2) Madeleine d’Espinay, Tochter von Jean, Marquis d’Espinay, Comte de Duretal, und Marguerite de Scépeaux
    1. (1) Marie, Erbin ihrer Mutter; ⚭ Guy de Scépeaux, Baron de Beaupréau, Comte de Chemillé
    2. (1) Jeanne, Vicomtesse de La Belliére; ⚭ 1587 Pierre de Boiséon, Baron de Coëtnizan, Seigneur de Kerouseré, Kapitän von Morlaix
    3. (2) Guy II., Comte de Châteauneuf, Vicomte de Donges; ⚭ (1) 1618 Léonore de Rochechouart († 1629), Tochter von René de Rochechouart, Baron de Mortemart, und Jeanne de Saux (Haus Rochechouart); ⚭ (2) Catherine de Rosmadec, Dame de La Hunaudaye, Tochter von Sebastien, Marquis de Rosmadec, Baron de Molac, und Jeanne de La Motte-Vaucler, Dame de La Hunaudaye
      1. (1) François-Guy († jung), Vicomte de Donges
      2. (2) Jean († ledig), Comte de Châteauneuf, Vicomte de Donges
      3. (2) Jeanne-Pélagie, Comtesse de Châteauneuf, de Donges et de La Hunaudaye; ⚭ Jean-Emmanuel de Rieux, Marquis d’Assérac, Sohn von Jean de Rieux und Jeanne de Rieux

    4. (2) Madeleine; ⚭ Pierre de Rohan, Prince de Guéméné, Comte de Montauban († 1622), Sohn von Louis VI. de Rohan, Prince de Guéméné, und Eleonore de Rohan, Dame du Verger
    5. (2) Susanne; ⚭ Jean de Rieux, Marquis d’Assérac, Sohn von René de Rieux, Seigneur de La Feuillée, und Marguerite de Conan
    6. (2) Renée, ⚭ François de Kerlec, Seigneur de Plessis-Kerlec en Basse Bretagne, de Kergo, du Val Kerrel et de Trezeguidi
    7. (2) Thomasse († 1627), Nonne in Saint-Georges de Rennes, Äbtissin von La Joye in Hennebont

  2. René (* wohl 1548; † 4. Dezember 1628 Assé en Anjou, 80 Jahre alt), Seigneur de Sourdéac, 1599 Ritter des Ordens vom Heiligen Geist, Gouverneur von Brest, Marquis d’Oixant; ⚭ Susanne de Sainte-Melaine († 22. März 1616 Brest), Dame de Boulevêque, du Pin en Anjou, et de Montmartin, Tochter von Jean de Sainte-Melaine und Renée d’Andigné
    1. Guy († 14. November 1640 in Neufbourg), Seigneur de Sourdéac, Marquis d’Oixant, Vicomte de La Bouteveillaye, Baron de Boulevesque et de Montmartin, Gouverneur von Brest, Premier Écuyer de la Reine Maria de’ Medici, 1631 enteignet; ⚭ (Ehevertrag 11. Juni 1617) Louise de Vieuxpont († 25. September 1646), Erbtochter von Alexandre de Vieuxpont, Baron de Neufbourg, Marquis de Coëtmeur, und Renée-Lucrèce de Tournemine, Dame de Coëtmeur
      1. Alexandre (* 1619; † 7. Mai 1695 in Amsterdam), Marquis de Sourdéac et d’Oixant, Baron de Neufbourg; ⚭ 10. Januar 1641 Hélène de Clere (* wohl 1720; † 3. Februar 1703, 82 Jahre alt), Tochter von Louis de Clere, Baron de Beaumets, und Louise des Courtils
        1. Paul-Hercule (* wohl 1645; † 30. Oktober 1709, 64 Jahre alt, ledig), dit le comte de Rieux
        2. René-Louis († Anfang Februar 1713), dit le comte de Rieux; ⚭ Anne-Elisabeth Nivelle
        3. Henri (* wohl 1658; † 4. Dezember 1693, 35 Jahre alt), Offizier im Garderegiment
        4. Louise und Anne-Hélène, 1686 Kanonissinnen in der Abtei Remiremont

      2. Armand, Marquis de Neufbourg, geistlich, genannt l’Abbé de Rieux
      3. Louise-Marie, Nonne
      4. Renée († ledig)
      5. Henriette (* 1624); ⚭ Paul des Armoises, Seigneur d’Aunoy
      6. Anne Marie; ⚭ Léon de Balsac d’Illiers, Marquis d’Entragues, de Gié, de Marcoussis etc., Sohn von Jacques d’Illiers, Seigneur de Chantemerle, und Charlotte Catherine de Balzac
      7. Catherine; ⚭ (Ehevertrag 24. September 1647) Robert d’Esmalleville, Baron de Freville, de Panneville et de Calletot

    2. René (* wohl 1587; † 8. März 1651 Le Relec, 63 Jahre alt), Bischof von Léon, Abt von Orbez und Relec, Maître de l’Oratoire du Roi, Aumônier ordinaire du Roi
    3. Charles († jung)
    4. Anne († 15. April 1663), Nonne in L’Encloistre in Poitou, Superiorin der Bénédictines du Calvaire de Paris
    5. Marie; ⚭ Sébastien de Ploeuc, Marquis de Timeur, Baron de Kergolay († 1628)
    6. Madeleine, Nonne in L’Encloistre in Poitou

  3. Renée (* 1541; † 1582 Florenz), Mätresse des Herzogs von Anjou, späteren Königs Heinrich III.; ⚭ (1) 1576 Francesco Antinori († 1577, getötet durch seine Frau); ⚭(2) Philippe Altoviti († 1. Juni 1586 Aix-en-Provence im Duell), Baron de Castellane, Kapitän der Galeeren, Konsul und Gouverneur von Marseille, Sohn von Fouquet Altoviti und Anne de Casaux
  4. Françoise, Nonne im Kameliterkonvent (Abbaye de Nazareth) in Vannes